# Старые земли Германии

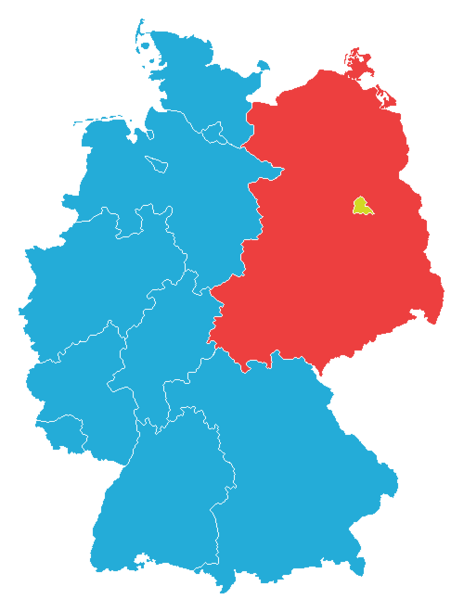
«Старые земли» отмечены на карте Германии синим цветом

Старые земли (нем. alte Bundesländer) — неофициальное название тех федеральных земель Германии, которые (в отличие от «новых земель») входили в состав ФРГ до объединения Германии в 1990 году.
Таким образом, к «старым землям» относят:
- Баден-Вюртемберг[комм. 1]
- Бавария
- Бремен
- Гамбург
- Гессен
- Нижняя Саксония
- Рейнланд-Пфальц
- Саар[комм. 2]
- Северный Рейн-Вестфалия
- Шлезвиг-Гольштейн

Вопрос о принадлежности Берлина к старым землям неясен. С одной стороны, город официально имел особый четырёхсторонний статус, предусматривавший его оккупацию четырьмя державами — СССР, Великобританией, Францией и США и, таким образом, являлся особым политическим образованием, не входящим в состав ни ФРГ, ни ГДР. С другой стороны, Западный Берлин был тесно связан с ФРГ и даже её конституцией декларировался в качестве одной из земель ФРГ, хотя этот факт и не признавался оккупационными властями. Также и Восточный Берлин имел тесные связи с ГДР и даже являлся её столицей.
В качестве синонима понятия «старые земли» часто используется термин «Западная Германия» (нем. Westdeutschland) или «западногерманские земли» (нем. westdeutsche Bundesländer).
Термин «старые земли» иногда подвергается критике, так как, например, такие земли как Саксония и Тюрингия ведут свою историю ещё со времён Веймарской республики, тем самым являясь старше некоторых так называемых старых земель.

## Комментарии
1. ↑  Земля Баден-Вюртемберг образована 25 апреля 1952 года путём слияния земель Баден, Вюртемберг-Баден и Вюртемберг-Гогенцоллерн
2. ↑  Протекторат Саар вошёл в состав ФРГ на правах земли 1 января 1957 года